# Unión para la Mayoría Presidencial (Yibuti)

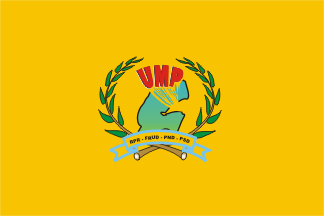
Bandera UMP

La Unión para la Mayoría Presidencial, en francés Union pour la Majorité Présidentielle (UMP), fue una coalición electoral de Yibuti para las elecciones de Yibuti legislativas de 2003, las primeras multipartidistas y para apoyar la candidatura de Ismail Omar Guelleh a las presidenciales de 2005.

## Resultados electorales
La coalición estaba formada por cuatro partidos que apoyaban al presidente Guelleh, la Agrupación Popular para el Progreso, el Frente por la Restauración de la Unidad y de la Democracia, el Partido Nacional Democrático y el Partido Popular Social Demócrata. En las elecciones la UMP consiguió el 62,7% de los votos frente a los 37,3% de la opositora Unión por la Alternancia Democrática. Con la victoria, la UMP consiguió todos los escaños de la Cámara de Diputados de Yibuti.
En 2008 consiguió de nuevo todos los escaños, pero en esta ocasión sin competencia ya que la coalición opositora no presentó candidaturas. En las elecciones de 2013 si hubo competencia electoral, con otras dos agrupaciones; la Unión para la Mayoría Presidencial logró una nueva victoria, pero por primera vez no obtuvo todos los escaños, ganando 43 de los 65 posibles. La oposición en bloque denunció un fraude electoral.